# Les Eres (Aramunt)
Les Eres, també anomenat Aramunt Nou és el poble que es formà del desplaçament al pla, cap a ponent, del poble vell d'Aramunt, de l'antic terme municipal del mateix nom, integrat el 1969 en el nou terme municipal de Pallars Jussà. Aquest municipi utilitzà aquest nom fins al 1994, quan l'hagué de canviar pel de Conca de Dalt, per tal d'evitar confusions amb la comarca a la qual pertanyia.

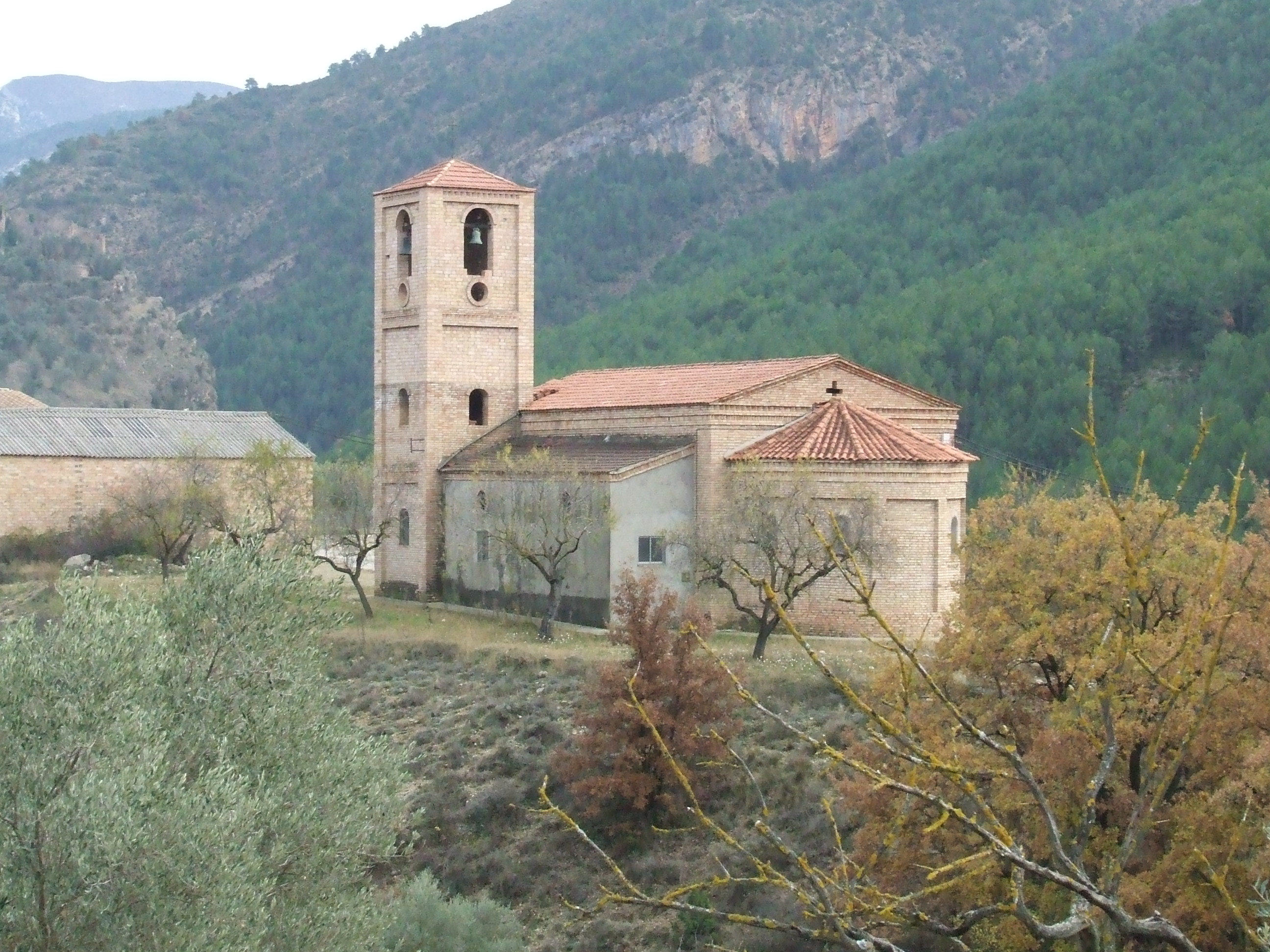
L'actual església de Sant Fruitós

Ceferí Rocafort esmenta que el terme d'Aramunt consta de 190 edificis amb 404 habitants de fet i 425 de dret, distribuïts de la manera següent: 112 edificis i 257 habitants en el poble d'Aramunt (Aramunt Vell), 28 edificis i 105 habitants a les Eres, i 12 edificis amb 37 habitants a la caseria de Sant Miquel. A més, calia afegir-hi 38 construccions utilitzades per a les tasques agrícoles.
L'església parroquial de les Eres, o Aramunt Nou, és dedicada a Sant Fruitós, igual que l'antiga parroquial d'Aramunt Vell. Construïda modernament, les seves formes imiten les del romànic.